# 里昂高盧羅馬博物館

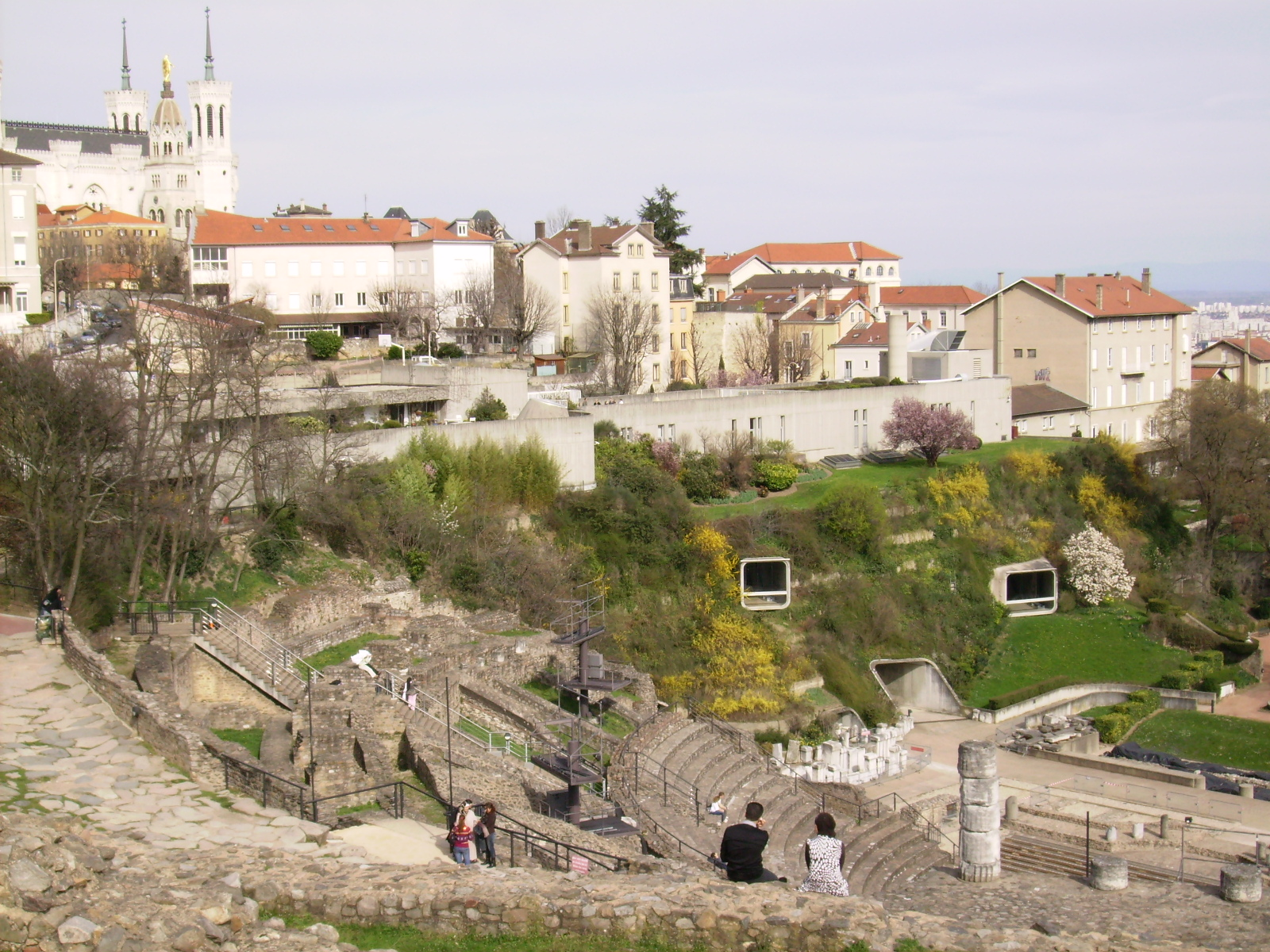
從劇場看博物館

里昂高盧羅馬博物館（法語：Lugdunum）是法國城市里昂的一座博物館，位於古羅馬時期的里昂市中心位置，附近有一座古羅馬劇場。博物館開業於1975年，展示羅馬人、凱爾特人和羅馬時代之前的考古發現。